# Altopiano di Di Linh
L'altopiano di Di Linh è un altopiano del Vietnam. È uno dei due principali altopiani della provincia di Lâm Đồng (l'altro è quello di Lâm Viên). Ha un'altitudine media di 1000 m.
Può essere suddiviso grosso modo in due parti: quella settentrionale, più pianeggiante, corrispondente ai distretti di Đơn Dương, Đức Trọng e Lâm Hà; e quella meridionale, attraversata da montagne, colline, pendii e strette vallate, corrispondente ai distretti di Di Linh e Bảo Lộc.
Il suolo e il clima dell'altopiano di Di Linh sono adatti alla coltivazione di tè e caffè (varietà robusta).